# هليلج شوكي
هليلج شوكي (الاسم العلمي:Terminalia spinosa) هو نوع من النباتات يتبع جنس الهليلج من الفصيلة القمبريطية.